# Bite (film)
Pour les articles homonymes, voir Bite.
Pour plus de détails, voir Fiche technique et Distribution.
Bite est un film d'horreur canadien réalisé par Chad Archibald et sorti en 2015.

## Fiche technique
Sauf indication contraire, les informations mentionnées dans cette section peuvent être confirmées par les bases de données cinématographiques IMDb et Allociné,  présentes dans la section « Liens externes ».
- Titre original : Bite
- Réalisation : Chad Archibald
- Musique : Steph Copeland[1]
- Sociétés de production : Black Fawn Films[2] / Breakthrough Entertainment
- Pays de production :  Canada
- Langue originale : anglais
- Genre : horreur / gore
- Durée : 88 minutes
- Date de sortie : Canada : 29 juillet 2015 (FanTasia) / 6 mai 2016[3] (sortie limitée)

## Distribution
Sauf indication contraire, les informations mentionnées dans cette section peuvent être confirmées par les bases de données cinématographiques IMDb et Allociné,  présentes dans la section « Liens externes ».
- Elma Begovi : Casey
- Caroline Palmer : Hannah
- Tianna Nori : Joanne
- Denise Yuen : Kirsten